# Subarna Shamsher Rana
Subarna Shamsher Jang Bahadur Rana (Nepali सुवर्ण सम्शेर राणा; * 1910 in Kathmandu; † 9. November 1977) war ein nepalesischer Politiker der Kongresspartei, der unter anderem von 1958 bis 1959 Premierminister von Nepal war.

## Leben
Rana stammte aus einer alteingesessenen einflussreichen Politikerfamilie und war ein Enkel von Bhim Shamsher Jang Bahadur Rana, der zwischen 1929 und 1932 ebenfalls Premierminister war. Zu seinen weiteren Vorfahren gehörten seine Großonkel Bir Shamsher Jang Bahadur Rana, der zwischen 1885 und 1901 das Amt des Premierministers innehatte, Deva Shamsher Jang Bahadur Rana, der 1901 kurzzeitig Premierminister war, Chandra Shamsher Jang Bahadur Rana, der von 1901 bis 1929 Premierminister war, Juddha Shamsher Jang Bahadur Rana, der zwischen 1932 und 1945 das Amt des Premierministers bekleidete, sowie seine Onkel Padma Shamsher Jang Bahadur Rana, der zwischen 1945 und 1948 als Premierminister fungierte, und Mohan Shamsher Jang Bahadur Rana, der von 1948 bis 1951 ebenfalls Premierminister war. Auch seine Neffen Madhukar Shamsher Jang Bahadur und Pashupati Shamsher Jang Bahadur waren politisch aktiv und bekleideten verschiedene Ministerämter.
Subarna Shamsher Rana selbst übernahm 1951 sein erstes Ministeramt als Finanzminister in der Regierung von Premierminister Matrika Prasad Koirala und gehörte dieser bis zur Abschaffung des Amtes des Premierminister am 14. August 1952 an. Er fungierte zwischen 1956 und 1957 als Präsident der Kongresspartei. Am 15. Mai 1958 übernahm er als Nachfolger von Kunwar Indrajit Singh schließlich selbst das Amt als Premierminister von Nepal, das er bis zu seiner Ablösung durch seinen Parteifreund Bishweshwar Prasad Koirala am 27. Mai 1959. Zugleich bekleidete er in seinem Kabinett sowie im Kabinett seines Nachfolgers Koirala vom 15. Mai 1958 bis zum 26. Dezember 1960 auch als Finanzminister und Planungsminister. Des Weiteren war er im Kabinett Koirala zwischen 1959 und 1960 auch stellvertretender Premierminister.